# Migingo
Migingo – skalista wyspa na Jeziorze Wiktorii. Do Migingo roszczą sobie prawo Kenia i Uganda. Pomimo małej powierzchni na wyspie znajdują się cztery bary, domy publiczne i apteka. Na wyspie występuje niewielka roślinność.

## Historia
Do lat 90. na wyspie nie mieszkał żaden człowiek. W 1991 roku  osiedliło się dwóch rybaków kenijskich: George Kibele i Dalmas Tembo. W 2004 roku na wyspie osiedlił się rybak ugandyjski Joseph Nubuk. Według Nubuka, zamieszkał on opuszczoną wyspę. Ze względu na bliskość łowisk bogatych w okonie nilowe, na wyspie zaczęli osiedlać się kolejni rybacy z Ugandy, Kenii i Tanzanii.
W 2009 roku rybacy kenijscy zgłosili roszczenia o wyspę. W różnych okresach wyspę zajmowała policja z Ugandy i Kenii. W lutym 2009 roku wybuchł konflikt dyplomatyczny pomiędzy państwami, kiedy Kenijczycy mieszkający na Migingo musieli uzyskać zezwolenie na pobyt od rządu Ugandy. 12 marca 2009 roku rząd Ugandy zaproponował rozwiązanie sporu za pomocą ankiety, kierując się wytyczonymi w 1926 roku granicami pomiędzy koloniami. Dzień później minister spraw zagranicznych Ugandy Sam Kuteesa i minister spraw zagranicznych Kenii Moses Wetangula podczas spotkania w Ugandzie doszli do porozumienia, że do czasu ustalenia przynależności wyspy i ustalenia granicy, rybacy z obu państw mogą na niej nadal mieszkać. W wyniku rozmów Uganda wycofała swoją policję z wyspy.